# 36 Batalion Ochrony Pogranicza
36 Samodzielny Batalion Ochrony Pogranicza – samodzielny pododdział Wojsk Ochrony Pogranicza.

## Formowanie i zmiany organizacyjne
36 samodzielny batalion Ochrony Pogranicza sformowany został w 1948 na bazie 10 komendy odcinka WOP Słońsk. 
Rozkazem Ministra Obrony Narodowej nr 205/Org. z 4 grudnia 1948, z dniem 1 stycznia 1949, Wojska Ochrony Pogranicza podporządkowano Ministerstwu Bezpieczeństwa Publicznego. Zaopatrzenie batalionu przejęła Komenda Wojewódzka Milicji Obywatelskiej w Zielonej Górze.
Przemianowany w 1950 na 94 batalion Wojsk Ochrony Pogranicza. Dowództwo i sztab batalionu stacjonowało w Słońsku.

## Struktura organizacyjna
- dowództwo i pododdziały sztabowe – Słońsk[6] 
  - 45 strażnica - Nowy Lebus
  - 46 strażnica - Pławidła
  - 49 strażnica - Górzyca
  - 50 strażnica - Ługi Górzyckie
  - 51 strażnica - Kostrzyn
  - GPK 9 i 10 Kostrzyn[a]

## Dowódcy batalionu
- mjr Franciszek Grabowski (1948-?)